# Teenage Engineering
Teenage Engineering — шведская компания, производитель потребительской электроники, специализирующаяся на музыкальном оборудовании и аудиотехнике. Основана в 2005 году в Стокгольме.
Наиболее известна своим синтезатором OP-1, ставшим главным продуктом компании.

## История
Компания Teenage Engineering была основана в 2005 году Йаспером Каудуфтом, Янсом Рудбергом и Дэвидом Эрикссоном. Их первым и главным продуктом стал синтезатор OP-1, представленный на международной выставке музыкальных инструментов и оборудования NAMM Show в 2010 году и выпущенный в серийное производство в 2011-ом. Следующим реализованным проектом компании стала беспроводная колонка OD-11, являющаяся обновлённой версией одноимённой колонки, разработанной шведским дизайнером Стигом Карлссоном в 1974 году. Продукт долгое время находился в разработке и был выпущен в продажу только в 2014 году.
В 2015 году Teenage Engineering в сотрудничестве со шведским брендом одежды Cheap Monday выпустила серию портативных синтезаторов Pocket Operator, изначально состоящую из трёх моделей: PO-12 Rhythm, PO-14 Sub и PO-16 Factory. В 2016 году модельный ряд Pocket Operator был расширен ещё тремя устройствами: PO-20 Arcade, PO-24 Office, PO-28 Robot.
В 2016 году компания разработала дизайн для l-1 Impossible, аналоговой фотокамеры с возможностью мгновенной печати, работающей на фотокомплектах Polaroid, производимой компанией Impossible Project.
В 2017 году компания представила на выставке NAMM Show два новых продукта: седьмое устройство из серии Pocket Operator, PO-32 Tonic, и свой второй полноформатный синтезатор OP-Z.
В 2018 году компания выпускает на мировой музыкальный рынок два новых устройства: PO-33 K.O! и PO-35 Speak. Оба синтезатора являются вокальными и имеют встроенную память записи 40 и 120 секунд.
В 2019 году на NAMM Show компания представила три новых устройства, модульные синтезаторы 400, 170 и 16.
В мае 2019 года, американская компания Panic анонсировала Playdate, новую портативную игровую консоль, в разработке которой принимала участие Teenage Engineering. Устройство оснащено «заводной рукояткой», которая была также разработана Teenage Engineering.

## Музыкальное оборудование
OP-1 — основной продукт компании, многофункциональное устройство, объединяющее в себе синтезатор, семплер и секвенсор. OP-1 выделяется своим уникальным дизайном и интерфейсом, включающим в себя OLED-экран, который визуализирует различные операции, проводимые пользователем и различающиеся в зависимости от текущего режима работы устройства. Анонс устройства состоялся в 2009 году на Frankfurt Musikmesse. Первый рабочий прототип был представлен публике на выставке NAMM Show в 2010 году, а в серийное производство OP-1 поступил в 2011 году по цене в $899. OP-1 получил хвалебные отзывы со стороны прессы, отмечавшие его уникальный и вместе с тем удобный подход к управлению, обширные возможности синтезатора, смелый дизайн. Наиболее частым объектом критики стало отсутствие у клавиатуры чувствительности к силе нажатия. Некоторые обозреватели также отмечали завышенную цену. Является одним из любимых инструментов Жана Мишеля Жарра.
OP-Z— второе устройство из серии OP. Впервые было показано на выставке NAMM Show 2016. Данное устройство имеет ряд отличие от своего предшественника — прежде всего отсутствие OLED-экрана. Разработчики представили концепцию BYOS (bring your own screen), подразумевающую вывод информации на экран смарт-устройства или ноутбука. OP-Z позиционируется не только как музыкальный инструмент и аппарат для создания музыки, но и как более обширная мультимедийная система, позволяющая создавать анимации на основе музыки, готовых изображений и 3D моделей, в связи с чем заявлена полная интеграция с игровым движком. Изначально появление нового устройства ожидалось в магазинах в 2017 году Unity 3D, однако выпуск на мировой рынок девайса сдвинулся на осень 2018 года.
OD-11— беспроводная колонка, выпущенная Teenage Engineering в 2014 году. OD-11 продвигается как «ремейк» колонки OD-11 ortho, выпущенной в 1974 году шведским дизайнером и инженером Сингом Карлссоном. Устройство совместимо с популярными стримминговыми сервисами, такими как Apple Music, Spotify, и т. д. Был также выпущен аксессуар для удалённого управления ortho remote.
Pocket Operator — торговая марка ряда компактных драм-машин и синтезаторов, впервые представленная компанией в 2015 году. Каждое устройство имеет 16-шаговый секвенсор с возможность создания лупов длиной до 16 паттернов. Первые устройства были произведены в коллаборации со шведским брендом одежды Cheap Monday. Первая серия, поступившая в продажу в тот же год и получившая название PO-10 series, включает в себя 3 устройства:
- PO-12 Rhythm — драм машина. Содержит 16 настраиваемых звуков, характерных для драм машин, таких как кик, хай-хэты, снейры, клэп и т. д.
- PO-14 Sub — басс-синтезатор.
- PO-16 Factory — синтезатор для создания lead-партий.

В 2016 году модельный ряд пополнился ещё 3 устройствами:
- PO-20 Arcade — Чиптюн-синтезатор.
- PO-24 Office — синтезатор, ориентированный на Нойз звучание.
- PO-28 Robot — синтезатор, имитирующий 8-битное звучание.

В 2017 году на рынок выходит ещё одно устройство:
- PO-32 Tonic — синтезатор ударных и перкуссии с подгружаемыми паттернами[9]

В 2018 году модельный ряд пополняет ещё 2 устройства:
- PO-33 K. O! — 8-битный карманный синтезатор вокала c лимитом записи 40 секунд
- PO-35 Speak — 8-битный карманный синтезатор вокала и секвенсор c лимитом записи 120 секунд

PO-32, PO-33 и PO-35 образуют серию Metal. PO-32 Tonic позиционируется как синтезатор ударных и перкуссии. От других PO его отличает наличие VST-плагина, позволяющего импортировать в Tonic сэмплы и затем использовать их в секвенсоре.
Синтезаторы PO-33 и PO-35 являются вокальными синтезаторами с возможностью работы с готовой записью как с музыкальным рядом, а именно: накладывание различных эффектов на голос для сокрытия недостатков вокала исполнителя и для наиболее точного использования голосовой записи в построении музыкальной фразы.

## В популярной культуре
- Среди известных музыкантов, пользующихся продукцией компании: Бек, Bon Iver, Depeche Mode, Kings Kaleidoscope, Miike Snow, Drew Shirley из Switchfoot, Housemeister, Jean-Michel Jarre, Damian Kulash из OK Go.
- OP-1 появился в клипе шведской группы Swedish House Mafia — One.